# Georg Major

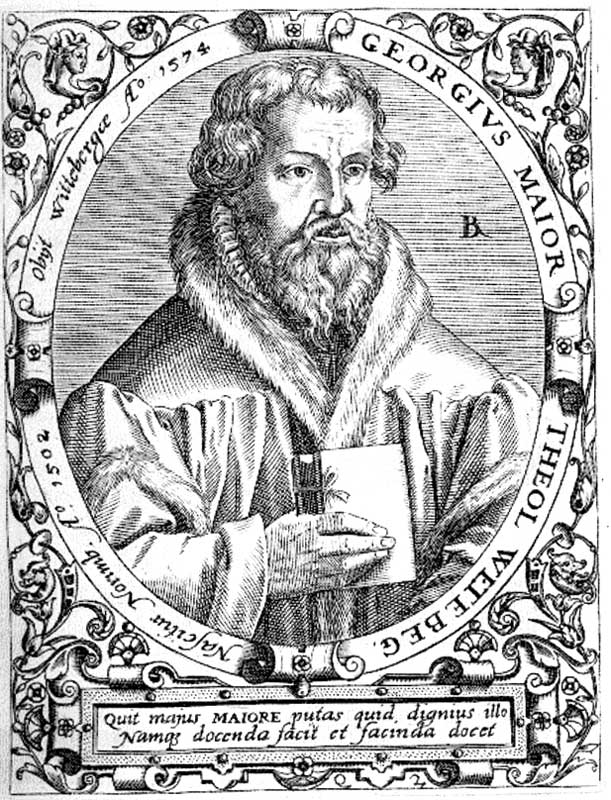
Georg Major

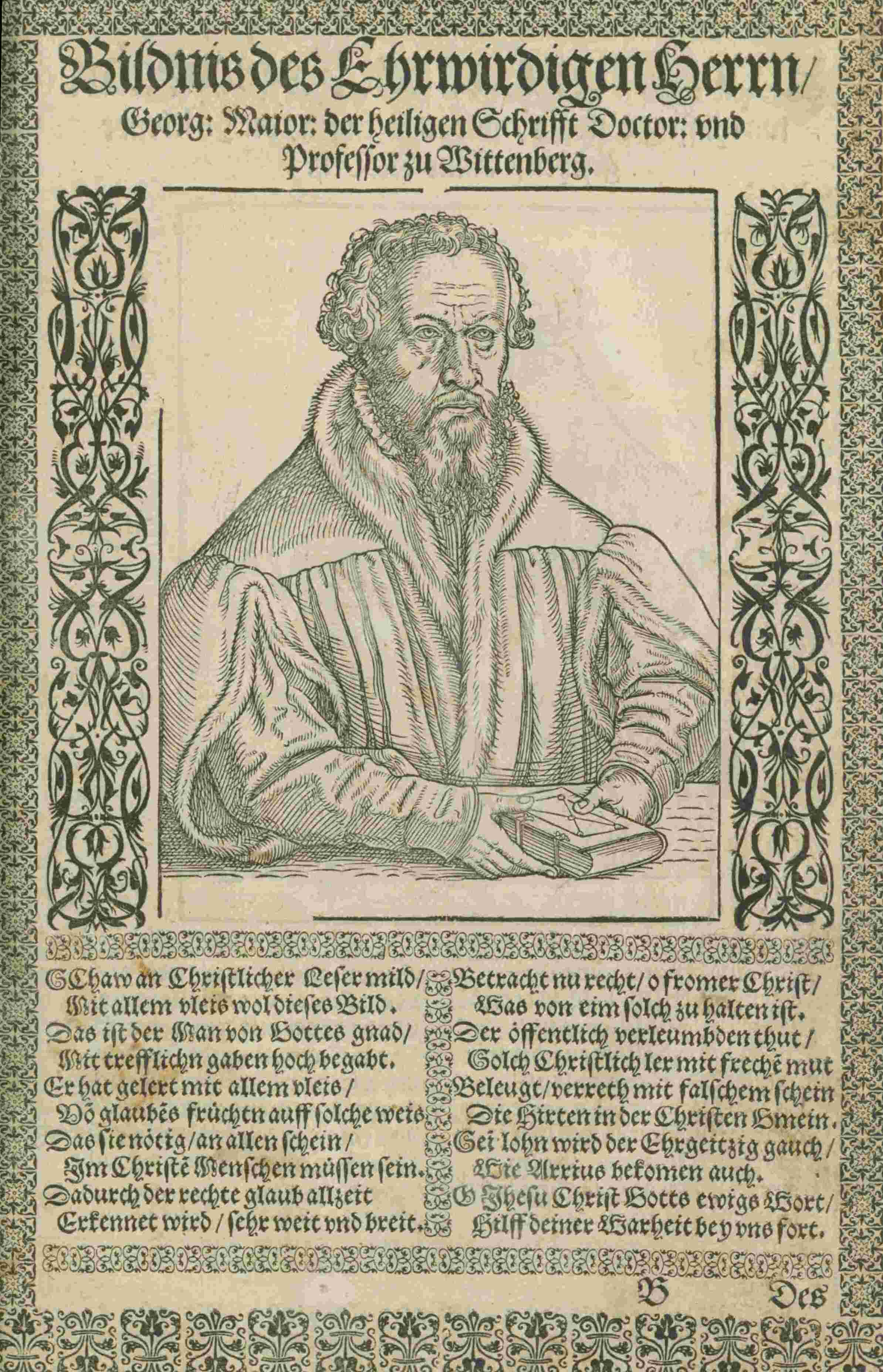
Bildnis Georg Major aus Warhaffte Bildnis etlicher Hochloeblichen Fuersten vnd Herrn […], 1562

Georg Major, eigentlich Meier, zeitüblich meist latinisiert als Georgius Maior (* 25. April 1502 in Nürnberg; † 28. November 1574 in Wittenberg), war ein lutherischer Theologe.

## Leben
Georg Major hatte anfänglich die Schule in Dresden besucht, kam Ende 1511 an die Universität Wittenberg, wo er sich in die Matrikel der Hochschule eintrug. Er war zunächst kurfürstlicher Sängerknabe, bis er 1521 ein Studium in Wittenberg aufnahm. Am 31. März 1522 wurde er Baccalaurus und erwarb sich 1523 den akademischen Grad eines Magisters der sieben freien Künste.
Als Schüler Martin Luthers und Philipp Melanchthons wurde er 1529 Rektor an der Schule von Magdeburg. 1537 wurde er Prediger an der Schlosskirche Wittenberg und promovierte am 18. Dezember 1544 in Wittenberg zum Doktor der Theologie. Sein Disputationsopponent war der siebenbürgische Reformator Valentin Wagner (1510–1557). Major wurde im folgenden Jahr Professor der Theologie.
Von August 1547 bis Oktober 1548 war er Stiftssuperintendent am Dom in Merseburg, kehrte am 21. März 1548 zurück nach Wittenberg, ging im Dezember 1551 bis Ende 1552 als Generalsuperintendent nach Eisleben an die St.-Andreas-Kirche und blieb dann bis zu seinem Lebensende Propst an der Schlosskirche in Wittenberg. Major war in seiner gesamten akademischen Zeit über mehrere Jahre Dekan der theologischen Fakultät der Wittenberger Hochschule und viermal (im Wintersemester 1540, im Wintersemester 1544, im Sommersemester 1561, im Sommersemester 1567) Rektor der Alma Mater sowie im Sommersemester 1559 Prorektor.
Er nahm 1541 am Regensburger Religionsgespräch und 1548 an den Verhandlungen über die Leipziger Artikel teil. Aus dieser Tätigkeit entwickelte sich seine Kontroverse (Majoristischer Streit) mit Nikolaus von Amsdorf über das Verhältnis des Glaubens zu den guten Werken. Major, hierin zunächst von Justus Menius unterstützt, behauptete deren Notwendigkeit zur Seligkeit, während Amsdorf die guten Werke als schädlich zur Seligkeit hinstellte und bei Matthias Flacius und Viktorin Strigel Unterstützung fand. Major nahm, um Missverständnisse zu vermeiden, 1562 seinen Ausdruck zurück. Die lutherische Konkordienformel verwarf beide Meinungen.

## Familie
Major heiratete am 10. August 1528 mit Margarethe von Mochau († 10. Oktober 1577 in Wittenberg). Er stand durch die Ehefrauen von Andreas Bodenstein und Gerhard Westerburg in Schwägerschaft zu ihnen. Aus der Ehe gingen 12 Kinder hervor. Bekannt von diesen sind:
- Georg († 8. Mai 1558) war Jurist und hinterließ eine Witwe Gertraud mit zwei Töchtern.
- Leonhard (* 1533; † 17. September 1547 in Merseburg) immatr. UWB 18. August 1540, starb am Biss eines tollwütigen Hundes.
- Johannes (* um 1544; † 22. August 1552 in Merseburg)
- Christoph († 8. Mai 1558/(59) in Wittenberg)
- Magarethe Major (* um 1533; † 31. Januar 1573 in Wittenberg) heiratete den Notar am Wittenberger Konsistorium Friedrich Drachstedt (* 1529 in Eisleben; † 8. Mai 1600 in Wittenberg).
- Elisabeth († 1560, 18-jährig)
- Marie († 18. Oktober 1569), die am 16. Oktober 1564 Magister Paul Eber den Jüngeren (Lehrer) heiratete.
- Anna heiratete den Theologen Paul Crell.
- Katharina, die am 15. Juni 1561 den Eisenacher Magister Johann Purgold (aus Eisenach, Student Uni. Jena, seit 7. Mai 1558 in Wittenberg, 8. August 1560 Magister, 14. August 1561 rec. phil. Fak. ebd., 1571 Diakon, 1571 Superintendent in Weißenfels) heiratete. Sie heiratete in zweiter Ehe am 20. Mai 1576 in Wittenberg mit Johann Heidelberg aus Eisleben, der seit dem 15. Oktober 1569 in Wittenberg studiert hatte.
- Eva heiratete am 22. Dezember 1565 Johann Böttcher (auch Bötticher, Botticher, Stanhufius, aus Ruppin); sie starb in Zerbst und wurde dort als Frau des Syndicus der Stadt am 23. November 1573 begraben (Roth Leichenpredigten 9637).

## Werke
- Ein kurtze vermanung, das alle Christen schuldig sind, dem Exempel des bekerten Schechers nach zu folgen (…), Wittenberg 1543. (Übersetzung der Schrift De exemplo emendati latronis propugnantis gloriam Christi in cruce Philipp Melanchthons (1540), VD 16 M 3326) (digitale-sammlungen.de).
- VITÆ PATRUM,in vium ministrorum verbi, quo ad eius fieri potuit repurgatae. Per GEORGIUM MAIOREM. CUM PRAEFATIONE D. DOCTORIS MARTINI LUTHERI Wittenberg 1544.